# Depression
För andra betydelser, se Depression (olika betydelser).
Depression är en psykisk sjukdom som, med psykiatrisk terminologi, ingår i de affektiva störningarna. Sjukdomen är vanlig och kan ses som en folksjukdom. Depression är en av de främsta orsakerna till ohälsa och funktionsnedsättning.
Vid en depression lider den drabbade av en sänkning av det allmänna stämningsläget i psyket och bär på en känsla av sorg, detta även utan att det kan finnas en utlösande faktor eller att den utlösande faktorn inte står i rimlig proportion till känslan. Detta skiljer depression från exempelvis sorg, anpassningsstörning, utbrändhet eller vanlig ledsenhet. En depression kan emellertid utlösas av svåra händelser eller stress. Depression kan utlösas av psykiska faktorer, eller uppstå som ett symtom på en annan kroppslig sjukdom eller biverkning av droger eller läkemedel som har psykiska effekter eller biverkningar.
Ofta känns livet meningslöst vid depression och personen ser begränsade möjligheter att ta sig ut ur mörkret. Fenomenet har berörts i litteraturen sedan flera tusen år, ofta under beteckningen melankoli.

## Symtom
Som diagnos eller psykisk störning räknas depression till affektiva störningar och innebär ett stämningsläge som depression om personen är sorgsen och nedstämd, har avtrubbad affekt, viljelös (förlorar intresset för saker personen brukar vara intresserad av, är orkeslös och trött utan fysisk åkomma), men flera andra symtom är vanliga som gråt, trötthet och genomgående besvikelse. Styrkan på nedstämdheten kan variera under dygnet: ofta är depressionen värst på morgonen och det är vanligt att personen vaknar tidigare än vanligt. Ungefär 90 % av personer med depression har någon form av sömnstörning, och sömnstörningar är vanligare bland affektiva störningar än vid andra psykiska problem.
Egentlig depression (unipolär) karakteriseras av en eller flera episoder med sänkt stämningsläge och/eller minskad förmåga till känslomässigt engagemang samt nedsatt funktionsförmåga inklusive kognition. Andra vanligt förekommande symtom är känsla av värdelöshet, skuldkänslor, sömnstörningar och psykomotorisk hämning. Depressionerna kan klassificeras i någon av flera undergrupper. Vid depression finns en förhöjd risk för självmord. De flesta depressioner går över inom 3-6 månader.
Depressionssymtom är vanligt förekommande och behöver inte vara sjukdomsrelaterade. Det finns samband i båda riktningarna mellan depressiva symtom och missbruk, socioekonomiska problem, personlighetsfaktorer och fysisk funktionsnedsättning. Depressionssymtom förekommer vid nästan alla psykiska sjukdomar, liksom vid ett antal kroppsliga sjukdomar. Depressionssymtom påverkar livskvalitet och funktionsförmåga.
Symtomen kan yttra sig i att personen gråter ofta, blir mer apatisk och psykomotoriskt hämmad. Dock kan depressionen också yttra sig mycket individuellt, att personen blir irriterad eller aggressiv, får psykomotorisk agitation, börjar dricka mer alkohol än annars, eller att neurotiska drag förstärks. Vanligt är att personer med depression förlorar aptiten, blir pessimistiska eller självmordsbenägna, får drag av självskadebeteende, får omotiverade skuldkänslor, lägre självkänsla eller minskat sexualintresse. Dessutom förekommer kognitiva störningar (såsom koncentrations- och minnessvårigheter) samt kroppsliga symtom (såsom smärtor, trötthet och en känsla av att vara sjuk). Kliniska diagnoser ställs med hjälp av sjukhistoria och psykiskt status, där förekomsten av symtomen vägs samman. För att klassificeras som en depression måste tillståndet ha varat under minst ett par veckor.
Minskad aptit är ett av depressionens kardinalsymtom. Dock förekommer undantagsvis ökad hunger, detta vid så kallad atypisk depression. Sådan atypisk depression kännetecknas vidare av ökat sömnbehov, reaktiv sinnesstämning, känslighet inför att bli avvisad, och tyngdkänslor i armar och ben.
Människor som lider av depression har ofta andra fysiska och psykiska sjukdomar. Det finns en tämligen stor samsjuklighet mellan depression och ångeststörningar samt somatoforma störningar, med missbruk och personlighetsstörningar, samt med hjärt- och kärlsjukdomar, diabetes, och flera andra kroniska sjukdomar. Andelen personer som lider av depression stiger och svårighetsgraden ökar av fattigdom och sociala problem.

## Typer av depression
Depressioner kan klassificeras efter svårighetsgrad, orsak, och efter varaktighet.

### Grader av depression

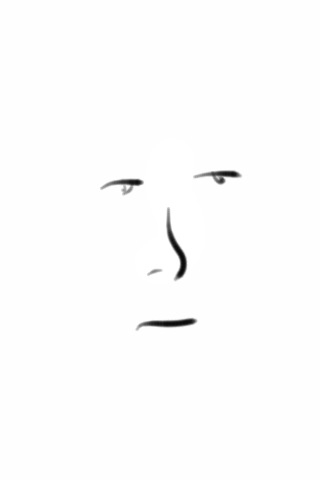
En teckning som beskriver ett deprimerat ansiktsuttryck.

Det finns olika grader av depression:
- Mild depression, med eller utan somatiska syndrom (viktförändring, psykomotorisk hämning, sömnstörning, minskad aptit).[2]
- Egentlig depression, under vilket personen vanligen har svårt att genomföra de vardagliga aktiviteterna på grund av stämningsläget. Symtomen är allvarligare och fler än vid mild depression.[2]
- Psykotisk depression eller reaktiv depressiv psykos, en svår och ihållande depression som med tiden uppvisar psykosens positiva symtom (hallucinationer, vanföreställningar och tankestörningar). Ibland övergår den psykomotoriska hämningen till stupor.[2]

### Funktionella och symtomatiska depressioner
Huvudartiklar: Organiska psykiska störningar och drogutlösta psykiska störningar
Den funktionella depressionen har psykiska orsaker. Depressioner i olika svårighetsgrad kan också vara symtomatiska, det vill säga uppkomma till följd av kroppsliga sjukdomar som påverkar hjärnan eller centrala nervsystemet, eller till följd av droger. Många endokrina sjukdomar kan ge symtom på depression, till exempel hypotyreos och Cushings syndrom. Män med testosteronbrist kan få depression. För kvinnor kan östrogenet ha betydelse för utvecklingen av depression.
Tillstånd av depression kan också uppkomma av fysiologiska förändringar. Depressioner som uppkommer i anslutning till förlossning kallas postpartumdepression. Det kan ingå i symtombilden vid PMS.

### Former
Depressioner kan vara bipolära eller unipolära, det vill säga varvas med mani eller uppträda utan förhöjt stämningsläge. Bipolära depressioner är ett stämningsläge vid bipolär sjukdom, och kan då uppkomma med eller utan psykos. Unipolära depressioner kan vara episodiska (uppträda en gång) eller recidiverande (vara återkommande, till exempel årstidsbundet). Såväl de episodiska som de recidiverande depressionerna kan vara reaktiva, det vill säga utlösta av något utifrån kommande, eller endogena, kommande inifrån. Icke-reaktiva depressioner är oftast de svårare fallen. Svårare depressionstillstånd är bl.a. depression med vanföreställningar och eventuellt andra psykotiska symtom. Om en depression utlöses av en mycket omvälvande händelse, används diagnosen anpassningsstörning. Kroniska förstämningssyndrom är som regel av lättare slag än depressioner. Dit hör dystymier och cyklotymier.

### Depression hos äldre
Gruppen äldre, det vill säga människor 65 år eller äldre, är en heterogen grupp som innefattar kroppsligen friska individer såväl som individer som är multisjuka. Depression är ett vanligt och allvarligt sjukdomstillstånd som sätter ner livskvalitet samt ökar risken för suicid. Trots detta saknas bra kunskap om behandlingsstrategier för äldre. I brist på vetenskaplig kunskap bör samma behandlingsstrategier som för vuxna användas även för äldre med hänsyn taget för samsjuklighet, njurfunktion och övriga läkemedel. Symtom på depression hos äldre kan vara ångest och oro, viktnedgång, hopplöshetskänslor och sömnsvårigheter.

## Orsaker
Varför depressioner uppkommer är inte klarlagt. En vanlig förklaring är psykologisk där man betonar betydelsen av påfrestningar. Några sådana påfrestningar kan vara svåra livsomständigheter, stress, förlossning, pubertet, ensamhet, en kroppslig sjukdom eller biverkningar av medicinering. Individer kan vara särskilt känsliga för påfrestningar enligt den så kallade stress–sårbarhetsmodellen. En alternativ hypotes är modellen för differentiell mottaglighet som innebär att olika individer är olika mottagliga, både för negativ och positiv påverkan. En annan typ av förklaring utgår från biologiska avvikelser hos den deprimerade personen. En tredje grupp av förklaringar ser depression som en form av adaptation.
Genetiska faktorer kan bidra till ökad risk att drabbas. Vissa grupper är mer drabbade än andra, där äldre är särskilt utsatta. Det är känt sedan tidigare att människor som utsätts för stressfyllda händelser löper ökad risk för att utveckla depressiva perioder, det har dock varit oklart om sambanden är kausala. Ett norskt forskarlag undersökte frågan 2022 med hjälp av 2300 tvillingar och kom fram till att det troligen föreligger ett kausalt samband.

### Psykologiska hypoteser

#### Kognitivt uppmärksamhetssyndrom
I en metakognitiv förklaring av depression förklaras depression som en konsekvens av ruminering, hotmonitorering eller coping-strategier som slår fel. Detta kallas det kognitiva uppmärksamhetssyndromet (eng. cognitive attention syndrome; CAS). Var och en av dessa tre bidrar till symtomen och en ökning av varandra och sig själva.
Ett exempel på hur ruminering kan leda till nedstämdhet är om någon funderar väldigt mycket på varför hen är deprimerad i syfte att hitta en lösning på depressionen. Detta kan prima facie verka som en bra strategi för att bli av med depressionen (att hitta orsaken för att kunna hitta en lösning). Vad detta istället leder till är att du påminner dig om anledningar till att vara nedstämd och när du tänker på dessa saker blir du nedstämd. "Tänk om jag aldrig kommer ur depressionen" är också ett exempel på en tanke som i sig kan leda till nedstämdhet.
Hotmonitorering för depression kan innebära att uppmärksamma förändringar i humör för att hålla koll på eventuella symtom. Den som söker hen finner och det gäller även symtom. När ett symtom uppmärksammas kan detta leda till ruminering ("jag kommer aldrig sluta vara deprimerad"), ytterligare hotmonitorering och coping-strategier som slår tillbaka.
En coping-strategi som slår fel kan vara att stanna hemma om en nedstämdhet nalkas. Att stanna hemma kan vara ett skönt sett att hantera nedstämdhet och kan i förlängningen leda till uteblivna positiva upplevelser. Ytterligare konsekvenser av att stanna inne är ökad möjlighet till ruminering och hotmonitorering.
Metakognitiv terapi är en behandling som bygger på att minska ruminering/oro, hotmonitorering och dåliga coping-strategier. En metaanalys kom år 2014 fram till att metakognitiv terapi ger kliniskt signifikanta förbättringar för en rad psykologiska problem, varibland depression och ångest. Dock var det totala antalet studerade patienter lågt år 2014 och mer forskning behövs innan klara slutsatser om effekten av metakognitiv terapi kan dras.

#### Inlärningspsykologisk förklaring
Enligt inlärningspsykologi finns förklaringen i samspelet mellan individ och miljö. En modell föreslår att livshändelser, till exempel trauma eller förlust, biologisk predisposition eller små dagliga problem och stressmoment, leder till att individen upplever att färre aktiviteter ger positiva konsekvenser (till exempel känslor av glädje eller kompetens), eller att det man gör inte ger lika stora positiva konsekvenser. Strategier som initialt används för att stävja negativa känslor ger en omedelbar lättnad och används därför i allt större utsträckning. Det är naturligt att en individ som upplever en minskad glädje i aktiviteter drar sig undan. Enligt inlärningsteori fungerar dessa strategier dock inte på lång sikt, utan försätter individen i en djupare depression. Denna modell ligger till grund för behandling med beteendeaktivering, en form av kognitiv beteendeterapi. Dock saknas det definitivt stöd för den inlärningsteoretiska modellen som förklaring för depression.
Deprimerade patienter berättar ofta att de inte finner några rimliga alternativ att handla efter - alla vägar förefaller enbart negativa. Detta kan leda till en känsla av att intet kan göras - det leder till en inlärd hjälplöshet. Ofta är några av patientens tolkningar inte helt rimliga, vilket är en utgångspunkt för kognitiv terapi.

#### Psykoanalytisk förklaring
En psykoanalytisk hypotes är att det föreligger någon form av psykisk konflikt, kanske delvis omedveten. Kring depressionen ser man i den psykoanalytiska kliniken ofta en situation där depressionen har sin början i en sorg som inte kunnat läkas ut, ofta på grund av att patienten hyser också negativa tankar mot den sörjda. Längtan och kärlek står sida vid sida med ilska på ett för individen psykiskt "icke tolererat" vis. När processen fortskrider söker patienten undfly konflikten via identifikation med den sörjde, så blir följden att den saknade inte sörjs och den ilskan fortsatt riktas mot den sörjde fast nu i den sörjandes gestalt.

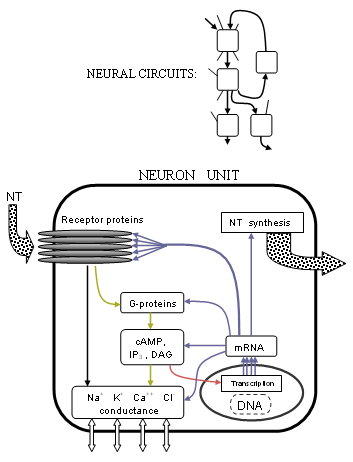
Rent konkret är de psykologiska faktorerna information som hjärnan tar emot från yttervärlden. Inne i hjärnan sker informationsförmedlingen från nervcell till nervcell med hjälp av signalsubstanser. Dessa aktiverar receptorer som påverkar nervcellens elektriska laddning genom jonkanaler för Na^{+}, K^{+}, Ca^{++} eller Cl^{-}. Ju högre spänningsskillnad desto lättare skickas en nervimpuls. Receptorerna kan också aktivera G-proteiner som påverkar vilka gener cellen använder. Generna kan exempelvis koda för jonkanaler, receptorer, eller styra syntesen av signalsubstanser.

### Biologiska hypoteser
Monoaminhypotesen anger att hjärnans signalsubstanser är ur system. Man kan hos deprimerade patienter mäta upp förändringar i förhållandet mellan olika signalsubstanser. Man kan också notera påtagliga psykiska förändringar när man utifrån tillför signalsubstanser eller påverkar dem indirekt. Signalsubstanserna (som också är hormoner) överför impulser mellan nervcellerna. De viktigaste signalsubstanserna i det här sammanhanget är serotonin, dopamin och noradrenalin. De förmedlar impulser som är inblandade i den hjärnaktivitet som tar sig uttryck i känslolivet, tankeverksamheten, sömnen, aptiten och sexualiteten.
En hypotes ligger i att majoriteten av depressiva patienter har störningar i det hormonella system som styr kroppens svar på stress (HPA-axeln/stressaxeln). Forskning har visat att individer med depression ofta har höga halter av kortisol och andra stresshormoner i blodet, såsom kortikotropinfrisättande hormon och vasopressin. Kvinnor som är deprimerade har sänkta östrogenvärden och förhöjda androgenvärden, medan manliga patienter har sänkta testosteronvärden.
Flera vetenskapliga studier har hittat statistiska samband mellan depression och vissa jordbruksprodukter och bekämpningsmedel.

### Depression som adaptation
Depression är delvis ärftlig. Samtidigt är depression påfallande vanlig. Från ett evolutionärt perspektiv är detta paradoxalt eftersom det medför tydliga nackdelar med att vara nedstämd och inaktiv. En möjlig förklaring är att tendenser till depression också medför fördelar. Om en individ har en inriktning på livet som inte längre är meningsfull, då är det lämpligt att stanna upp och lämna tid för omorientering. Så är exempelvis fallet när en partner avlider. Alternativet, att fortsätta livet som vanligt är mindre ändamålsenligt. Flera författare framhåller därför att ärftliga anlag till depression finns kvar i befolkningen eftersom de ökar våra livschanser.

## Förekomst
Depression är en av de stora folksjukdomarna och drabbar människor i alla åldrar. Vid ett givet tillfälle är 4 procent av alla vuxna män och 7 procent av alla vuxna kvinnor drabbade av kliniskt betydelsefull depression. Minst 25 procent av alla kvinnor och 15 procent av alla män har någon gång i livet en behandlingskrävande depression. Dock kan siffrorna variera mellan olika undersökningar beroende på hur man avgränsar det som man kallar depression. Utskrivningen av psykofarmaka mot depression ökar i alla åldersgrupper enligt Socialstyrelsen år 2019.

## Prevention

### Levnadsvillkor
Åtgärder som förbättrar utsatta gruppers livssituation kan sannolikt förebygga förekomsten av depression i befolkningen. För detta talar den tydligt ökade förekomsten av depression som påvisas i socialt utsatta grupper. och den ökade förekomsten av depression i höginkomstländer med stora inkomstskillnader. Experimentella undersökningar av frågan har dock inte redovisats.

### Tidiga uppväxtförhållanden
Stora påfrestningar under uppväxten förefaller öka risken för depression i vuxen ålder. Därför har det intresse att klargöra om stöd till föräldrar under barnets uppväxt reducerar förekomst av depression i vuxen ålder. En finsk. och en australisk. studie tyder på detta. Föräldrastöd, som utformats efter kognitiva och beteendepsykologiska principer, förefaller även enligt vissa studier kunna reducera förekomst av depression under uppväxten.

### Insatser i skolan
Flera insatser avsedda för barn i skolan har utvecklats baserade på kognitiva och beteendepsykologiska principer. En systematisk översikt tyder på att insatserna reducerar förekomsten av depression efter ett år och, enligt två studier, även efter 3 år. Baserat på liknande teoretiska principer har program utvecklats för att träna barn i förmågan att hantera känslor, s.k. emotionellt lärande. En systematisk översikt behandlar 213 sådana försök, främst genomförda i USA men även genomförda i Europa. Översikten tyder på att dessa insatser minskar förekomsten av depressiva symtom. Studierna har dock inte utförts så att de klargör om förekomsten av klinisk depression reduceras.

### Ökad fysisk aktivitet
Ett begränsat antal studier av hög kvalitet visar att ökad fysisk aktivitet bland ungdomar förefaller att minska förekomsten av depression. En metanalys publicerad 2022 visade en koppling för att fysisk aktivitet minskade risken för att få depression.

## Behandling

### Psykoterapi
Det finns flera olika psykoterapiformer som har visat god effekt vid depression. De tre vanligaste i Sverige är interpersonell psykoterapi (IPT), kognitiv beteendeterapi (KBT) och psykodynamisk psykoterapi (PDT). Alla tre metoderna har stort stöd i forskning där patienter slumpmässigt fördelas till psykoterapi eller någon slags kontrollbetingelse, så kallade randomiserade kontrollerade studier (RCT). I en nätverksmetaanalys baserad på alla RCT:er av psykoterapi vid depression från och med 1966 till och med den första januari 2020 visades att psykoterapi hade rimligt god effekt vid depression och att det inte fanns några säkra skillnader i effekt mellan olika psykoterapiformer. Socialstyrelsen angav 2021 att sjukvården i Sverige skall erbjuda kognitiv beteendeterapi (KBT) och interpersonell psykoterapi (IPT) vid depression.
Psykoterapi är lika bra som antidepressiva läkemedel på kort sikt. På längre sikt som något år efter insatt behandling är psykoterapi bättre. De som får psykoterapi (KBT, IPT och PDT) som första behandlingsinsats har drygt 50 % större chans att vara symtomfria efter ett år jämfört med de som behandlats med antidepressiva läkemedel.

#### Kognitiv beteendeterapi
Det är vanligt att erbjuda psykoterapi, där kognitiv beteendeterapi (KBT) är den form av terapi där det finns mest omfattande vetenskapligt stöd för att insatsen har effekt. Dock har KBT inte bäst resultat enligt en metaanalys som visar att metakognitiv terapi ger bättre resultat än KBT (faller under paraplybegreppet KBT). Metakognitiv terapi har visats få goda resultat i en metaanalys.
Det finns flera varianter av KBT. En sådan metod är beteendeaktivering som fokuserar mindre på tankar och mer på beteende.

### Antidepressiva läkemedel
Depression kan behandlas med antidepressiva läkemedel. De vanligaste formerna av läkemedel är selektiva serotoninåterupptagshämmare (SSRI) och tricykliska (TCA) preparat. SSRI är vanligen förstahandsalternativet. På gruppnivå är skillnaden liten mellan olika läkemedel. Vid svår depression har SNRI, framför allt venlafaxin och enligt vissa studier de tricykliska preparaten klomipramin och amitriptylin, visat sig mer effektiva än SSRI.
Vid allvarligare fall av depressioner ökar suicidrisken vid insättande av läkemedel, särskilt hos patienter som varit mycket hämmade av sin depression. Hämningar släpper innan läkemedlet gett någon effekt på depressionen som vanligast tar cirka två veckor.
Depression är vanligt hos barn. Enligt Socialstyrelsen bör sjukvården erbjuda KBT som behandling för barn och ungdomar med lindrig till medelsvår egentlig depression samt bör erbjuda behandling med antidepressiva mediciner (SSRI-preparatet fluoxetin) till barn och ungdomar med medelsvår till svår depression.
Många äldre personer med depression blir inte tillräckligt hjälpta av antidepressiva läkemedel. För dem som ändå förbättrats av sådana läkemedel kan ett återinsjuknande förebyggas, vid fortsatt behandling i upp till ett år. En annan typ av läkemedel, duloxetin, har något bättre effekt än placebo hos äldre personer, men kan ge besvärande biverkningar. Vissa andra behandlingar har effekt hos äldre. För personer över 65 år som samtidigt är svårt sjuka, så kallade sköra äldre, är depressionsbehandling otillräckligt studerat. Mer kunskap behövs om hur sådan behandling ska anpassas till dessa individers behov. Läkemedelsbehandling för omvärderas enligt individuella behov hos äldre.

### Fysisk aktivitet
Fysisk aktivitet har effekt på depressionssymtom.
Sjukvården kan erbjuda korttids-psykodynamisk terapi (PDT) vid lindrig till måttlig depression.

### Övrig behandling
- Basal kroppskännedom som tillägg till annan behandling.[44]
- Mindfulnessbaserad KBT är också ett alternativ som förefaller ha god effekt vid återfall av depression.[50] KBT kan med god effekt erbjudas via internet som internetterapi. Det finns studier som visar på att behandling med psykoterapi, utifrån sju olika terapiformer, vid måttlig depression ej påvisar någon egentlig skillnad avseende effektstyrka mellan de olika behandlingsmetoderna.[51]
- En annan variant är metakognitiv terapi.[15] som, trots att metoderna är teoretiskt motstridiga konventionell KBT.[47], faller under paraplybegreppet KBT. Metakognitiv terapi har visats få goda resultat i en metaanalys.[16]
- ECT (elektrokonvulsiv behandling) används oftast vid svårare fall (ofta s.k. terapiresistent) av depression. Effekten av ECT är mycket kraftfull och omedelbar, men är ämnad som akutbehandling då den inte är långsiktig. Kortsiktiga biverkningar i form av minnesproblem blir mindre uttalade om elektroderna placeras endast på ena sidan av huvudet.[52][53]. Detta görs i regel i Sverige enligt riktlinjer.[54] Depression i sig ger dock försämrat minne och det är möjligt att ECT på längre sikt kan förbättra minnet, men det saknas vetenskapliga studier.[54] Biverkningarna kan dock bli långvariga, det kan inte uteslutas att de blir bestående i vissa fall.Det är oklart om det är grundsjukdomen i sig eller behandlingen som ger minnesproblemen.[44]
- Vid svåra terapiresistenta fall är tillägg av liitium till den antidepressiva läkemedel ett alternativ.[44] Ett annat alternativ är tillägg av esketamin till antidepressiv medicinering.[44]
- Repetitiv transkraniell magnetstimulering (rTMS) kan användas som alternativ till ECT vid depressionsbehandling då ECT inte är önskvärt. rTMS lindrar i vissa fall symtomen av depressionen, men effekten är något sämre än ECT.[55]
- Djup transkraniell magnetstimulering (dTMS) är en vidareutveckling som är tänkt att kunna ge bättre effekt än rTMS. Evidensläget år 2015 var otillräckligt för att bedöma om effekten av dTMS med H-spole var bättre.[55] Inga allvarliga komplikationer eller biverkningar hade då rapporterats efter behandlingstillfällen med dTMS med H-spole.[55]
- Kroppslig aktivitet rekommenderas ofta som del av behandlingen av depression. Effekt har säkerställts i 13 kontrollerade försök.[56]
- Hos personer över 65 år kan psykologisk behandling i form av problemlösningsterapi minska depressionssymtom, men tillgången till sådan behandling är begränsad.[49]
- Transkraniell elektrisk stimulation (tDCS), en mildare form av strömstimulering av hjärnan, har visats ha en effekt vid mild och medelsvår depression. Behandlingen görs upprepade gånger och patienten behöver inte vara sövd under sessionen.
- Ketamin som engångsinjektion kan vara effektiv som behandling vid medelsvår och svår depression, men det vetenskapliga underlaget är begränsat.[57] I Sverige erbjuds det huvudsakligen till dem med terapiresistens eller självmordsbeägenhet, som alternativ till ECT.[57] Det saknas evidens för antidepressiva effekter av ketamin på lång sikt.[57] Över 100 kliniska pågående studier var registrerade år 2017 för att undersöka effekten av ketamin vid depression, bipolär sjukdom, och en rad andra sjukdomar.[57]
- En systematisk översikt och metaanalys som publicerades 2019 fann att medicinsk behandling med testosteron förknippades med "en signifikant minskning av depressiva symtom, särskilt hos deltagare som fick högre doser".[58]
- Johannesört, extrakt av Hypericum perforatum, är ett växtbaserat läkemedel godkänt på basis av långvarig och väletablerad användning vid lätt nedstämdhet. Effekt har visats vid kortvariga och lindriga depressioner.[1]

## Särskilda grupper

### Utmattningssyndrom och arbetsmiljöns roll
Utmattningssyndrom accepterades år 2005 i Sverige som diagnos (ICD-10-koden F43.8) av Socialstyrelsen.
I en systematisk litteraturöversikt från 2014 fann SBU att ett antal arbetsmiljöfaktorer kunde påverka risken att utveckla depression samt associerad utmattningsdepression:
- Personer som upplever en arbetssituation med små möjligheter att påverka, i kombination med alltför höga krav, utvecklar mer depressionssymtom.[5]
- Personer som upplever bristande medmänskligt stöd i arbetsmiljön utvecklar mer symtom på depression och utmattningssyndrom än andra. De som upplever mobbning eller konflikter i sitt arbete utvecklar mer depressionssymtom än andra, men det går inte att avgöra om det finns något motsvarande samband för symtom på utmattningssyndrom.[5]
- Personer som upplever att de har pressande arbete eller en arbetssituation där belöningen upplevs som liten i förhållande till ansträngningen utvecklar mer symtom på depression och utmattningssyndrom än andra. Detta gäller även för dem som upplever osäkerhet i anställningen, t. ex. oro för att arbetsplatsen ska läggas ner.[5]
- I vissa arbetsmiljöer har människor mindre besvär. Personer som upplever goda möjligheter till kontroll i det egna arbetet och de som upplever att de behandlas rättvist utvecklar mindre symtom på depression och utmattningssyndrom än andra.[5]
- Kvinnor och män med likartade arbetsvillkor utvecklar i lika hög grad depressionssymtom respektive symtom på utmattningssyndrom.[5]

### Äldre
Depression är en vanlig och allvarlig sjukdom som förekommer i högre grad bland befolkningen som är 65 år och äldre. Dessutom ökar risken för depression ju äldre och skörare individen är. Depression är en av de viktigaste faktorerna som negativt påverkar livskvalitén hos vuxna såväl som äldre. Både symtom och behandling av äldre skiljer sig från den övriga vuxna befolkningen. Risken av depressionsbehandling hos äldre kontra nyttan är i dagsläget inte helt klar.
Som vid många andra sjukdomar är det vanligt att äldre med depression inte uppvisar den klassiska bilden. Därtill försvåras diagnossättning av att äldre samtidigt oftare har flera läkemedel och andra samtida sjukdomar. Behandlingen skiljer sig i att studier av SSRI-preparat har visat sämre och ofta otillräcklig effekt hos äldre, samtidigt som andra preparat med tydligare effekt har biverkningar som kan vara särskilt svåra att hantera hos äldre. Duloxetin är ett SNRI-preparat med effekt på återkommande depression hos äldre, men har biverkningar som yrsel, muntorrhet, diarré och förstoppning.
Äldre med depression erbjuds mycket sällan någon form av psykologisk behandling, och evidensläget kring vilka behandlingar som fungerar är ofullständigt. Problemlösningsterapi var 2015 den enda terapi med bevisad effekt, vilken kan jämföras med en enklare form av kognitiv beteendeterapi (KBT). Elektrokonvulsiv behandling (ECT) har använts på äldre och är effektivt mot depressiva symtom, om något mindre än den hos den övriga vuxna befolkningen.
Enligt en systematisk översikt med nätverksmetaanalys, som har granskats och kommenterats av SBU, har flera behandlingar vid sidan av läkemedel visats vara lika effektiva som läkemedel, eller mer effektiva, när det gäller att minska lätta till måttliga depressiva symtom hos personer med demens. Eftersom resultatens tillförlitlighet inte detaljredovisas och bygger på en nätverksmetaanalys bör de tolkas försiktigt.